# Heinrich Bechert
Heinrich Georg Bechert (* 10. Juni 1926 in Köditz; † 8. Dezember 2005) war ein deutscher Bauingenieur.
Bechert war der Sohn eines kleinen Bauunternehmers. Schon auf der Schule hatte er eine Vorliebe für Mathematik. Er schrieb sich 1948 in Mathematik an der TH Karlsruhe ein, versuchte aber bald darauf ins Bauingenieurstudium zu wechseln, was über den Studiengang Mechanik und Angewandte Mathematik möglich war. 1952 erhielt er sein Diplom mit einer Diplomarbeit mit mathematischem Hintergrund bei Theodor Pöschl (Stabilität von Rahmentragwerken). Danach am Lehrstuhl für Baustatik, an dem er 1954 promoviert wurde mit einer Dissertation die Statik freistehender Wendeltreppen (Zur Statik räumlich gekrümmter Träger),  und war bis 1956 Assistent von Bernhard Fritz am Lehrstuhl für Baustatik. Fritz begann sich damals von Verbundtragwerken dem Spannbeton zuzuwenden und Bechert war unter anderem mit dessen Forschungsgebiet des Nachlassens der Spannkraft durch Reibungsverluste im Spannbeton befasst und Theorie vorgespannter Stahlkonstruktionen. Von 1958 bis 1962 war er im Ingenieurbüro Silberkuhl in der Zweigstelle Stuttgart. 1960 eröffnete er ein Ingenieurbüro mit seinem Kollegen Drexler, den er noch aus Karlsruhe kannte, bald darauf löste er die Partnerschaft und führte das Ingenieurbüro selbst in Stuttgart und Bruchsal. 1966 wurde er als Prüfingenieur für Baustatik zugelassen.  Im Brückenbau arbeitete er viel mit der Firma Lupp in Nidda zusammen. 
Bei der Flutbrücke Schlitz optimierte er die  Querschnitte der Plattenbalken (ausgewogener Querschnitt) und er begann auch ein eigenes Labor für Modellstatik aufzubauen. Insgesamt sechsmal von 1969 bis 1991 veröffentlichte er den ständig angepassten Beitrag Massivbrücken für den Beton-Kalender. Er arbeitete mit Betonwerken zusammen für Fertigteile für Tragkonstruktionen, speziell Brücken.
Er war ab 1970 im Ausschuss der Neufassung der DIN 4277 (Teil 1) und arbeitete in weiteren DIN Ausschüssen mit (wie 1055, 1075, 1072, 1045). 1977 erhielt er einen Lehrauftrag für Massivbrücken an der Universität Karlsruhe.
Er war Vorsitzender für Baden-Württemberg des Verbands beratender Ingenieure (VBI) und später auch Präsident des VBI.

## Schriften
- Die vierseitig starr eingespannte Platte auf elastischen Trägern unter Gleichlast, Beton- und Stahlbetonbau, Band 56, Januar 1961, S. 14–20.
- Massiv-Brücken, in: Beton-Kalender, Ernst und Sohn 1986, 1991 (jeweils Teil 2)
- Über die Entwicklung von Spannbetonfertigteilbrücken, Dresdner Brückenbausymposium 1991
- Vorgefertigte Spannbeton-Konstruktionen, Beton- und Stahlbetonbau, Band 89, April 1994, S. 111–116.